# Florian Anderle
Florian Anderle (* 26. Juni 1990) ist ein österreichischer Fußballspieler und Trainer.

## Karriere
Anderle begann seine Karriere beim SV Ziersdorf. 2001 kam er ins SPI Hollabrunn. 2002 schloss er sich dem ATSV Hollabrunn an. 2003 wechselte er zum FK Blau-Weiß Hollabrunn. 2004 wechselte er zum SV Horn.
Zur Saison 2008/09 wechselte er zum fünftklassigen SK Eggenburg. Nach fünfeinhalb Jahren bei Eggenburg schloss er sich im Jänner 2014 dem sechstklassigen USC Grafenwörth an.
Zur Saison 2014/15 wechselte er zum viertklassigen SC Retz. Im August 2014 debütierte er in der Landesliga, als er am ersten Spieltag jener Saison gegen den Kremser SC in der Startelf stand. Seinen ersten Treffer für Retz erzielte er im Oktober 2014 bei einer 3:2-Niederlage gegen den ASK Ebreichsdorf. In seinen vier Jahren bei Retz absolvierte er 108 Spiele in der Landesliga, in denen er zwölf Tore erzielte.
Zur Saison 2018/19 wechselte er zum Zweitligisten Floridsdorfer AC. Sein Debüt in der 2. Liga gab er im Juli 2018, als er am ersten Spieltag jener Saison gegen den SKU Amstetten in der Startelf stand. Im Jänner 2019 löste er seinen Vertrag beim FAC auf. Daraufhin kehrte er im selben Monat zu Retz zurück. Für die Retzer absolvierte er 26 Landesligapartien.
Zur Saison 2020/21 wechselte er eine Spielklasse tiefer zur SV Stockerau. Für Stockerau kam er siebenmal in der 2. Landesliga zum Einsatz. Zur Saison 2021/22 wechselte Anderle zu den drittklassigen Amateuren des Zweitligisten FC Wacker Innsbruck. Nebenbei absolvierte er die Ausbildung zum Fußballtrainer mit UEFA-B-Lizenz.
Im Mai 2022 spielte er dann bei den Innsbruckern, denen nach finanzielle Problemen zahlreiche Spieler abhandengekommen waren, gegen den SKN St. Pölten erstmals für die Profis. Nach zwei Zweitligaeinsätzen für die Tiroler beendete er nach der Saison 2021/22 die Zusammenarbeit mit selbigen. Bereits zu seinen Zeiten als Spieler bei den Innsbruckern fungierte er als Co-Trainer von Thomas Löffler bei der dritten Mannschaft.
Im Juli 2022 schnürte Anderle wieder seine Fußballschuhe und wechselte zum sechstklassigen Verein SV Heldenberg, wo er erstmals gemeinsam mit seinem kleinen Bruder Raphael auflief. Ab der Saison 2023/24 fungierte er dort als Spielertrainer.
Im Jänner 2023 wechselte er in die Akademie des Bundesliga-Vereins LASK als Co-Trainer der U-18 Mannschaft. Im Juli desselben Jahres zog es ihn zurück nach Niederösterreich, wo er als Co-Trainer/Athletiktrainer in der Fußballakademie des SKN St. Pölten fungierte.
Nebenbei agiert Anderle weiterhin regelmäßig beim sechstklassigen Verein Sportverein Heldenberg aktiv als Verteidiger und Individualtrainer.